# Pfarrhof Fohnsdorf

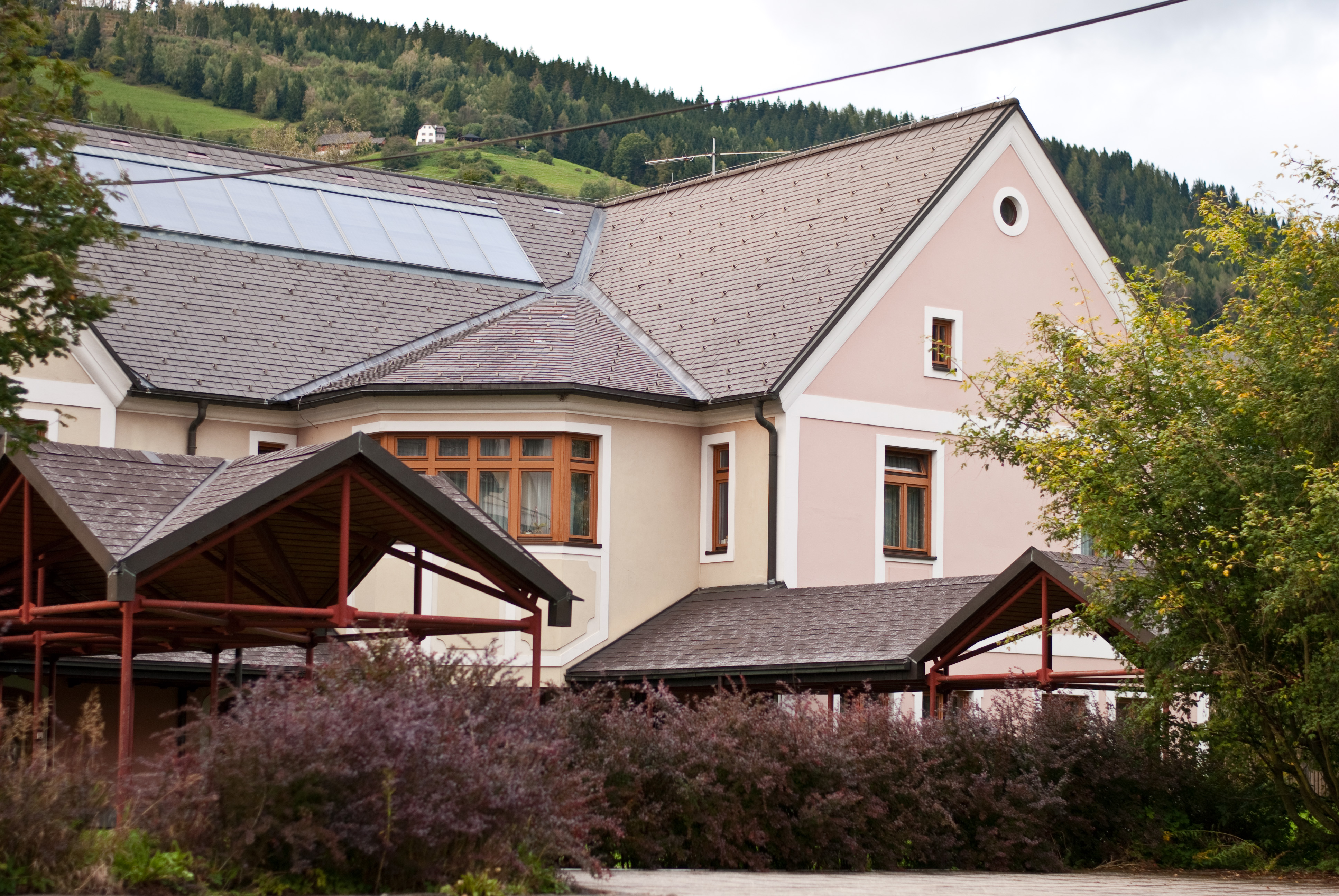
Pfarrhof Fohnsdorf

Der Pfarrhof Fohnsdorf ist ein römisch-katholischer Pfarrhof in der Gemeinde Fohnsdorf in der Steiermark. Er befindet sich im Ortszentrum (Grabenstraße 2), nördlich der Pfarrkirche Fohnsdorf. Der Pfarrhof steht unter Denkmalschutz.
Der Pfarrhof wurde 1907 durch den Judenburger Baumeister Felice umgebaut und 1954 renoviert. 1983/84 wurde der Baukomplex neu gestaltet. Eine Freitreppe vom Kirchenhauptportal zum Pfarrhof wurde 1934 angelegt.